# Rossa (Piemont)
Rossa ist eine Gemeinde in der italienischen Provinz Vercelli (VC), Region Piemont.

## Lage und Einwohner
Rossa liegt knapp 80 km nördlich von Vercelli im alpinen Val Sermenza, einem Seitental der Valsesia. Der Ort ist mit einer Straße erreichbar, aber zu seinen Weilern außerhalb gelangt man nur zu Fuß. Die Nachbargemeinden sind Alto Sermenza, Balmuccia, Boccioleto, Cervatto, Cravagliana und Fobello. 
Das Gemeindegebiet umfasst eine Fläche von 11 km² und hat 163 Einwohner (Stand 31. Dezember 2023). 